# Kattuggla
Kattuggla (Strix aluco) är en kompakt, medelstor uggla som tillhör familjen ugglor och är vanlig i skogar över stora delar av Eurasien. Dess undersida är blek med mörka strimmor och ovansidan är antingen brun eller grå, och flera av de elva erkända underarterna uppvisar båda dessa färgvarianter. Boet är vanligen placerat i en trädhåla och ägg och ungar försvaras våldsamt mot potentiella predatorer. Kattugglan är en stannfågel och mycket territoriell. Många årsungar svälter om de inte kan hitta ett ledigt revir när omvårdnaden från föräldrarna upphör.
Kattugglan jagar huvudsakligen gnagare, vanligen genom att slå sitt byte vilket sväljs helt. I stadsbiotoper utgör fåglar en större del av dess föda. Synen och hörseln är anpassad till dess nattliga jakt. Den tysta flykten är likaså en anpassning till fågelns jaktsätt. Fastän kattugglan ofta hävdas ha exceptionellt mörkerseende, är dess näthinna inte mer känslig än en människas, men öronens placering ger kattugglan utmärkt hörsel. Kattuggla kan fånga mindre ugglor, men kan själv falla offer för exempelvis berguv och duvhök. Rävar utgör ett vanligt hot gentemot nyligen flygfärdiga (flygga) juveniler.
Kattugglans nattliga vanor, och spöklika och lätthärmade rop, har lett till att den i folktro förknippas med otur och död.

## Utseende, läte och fältkännetecken

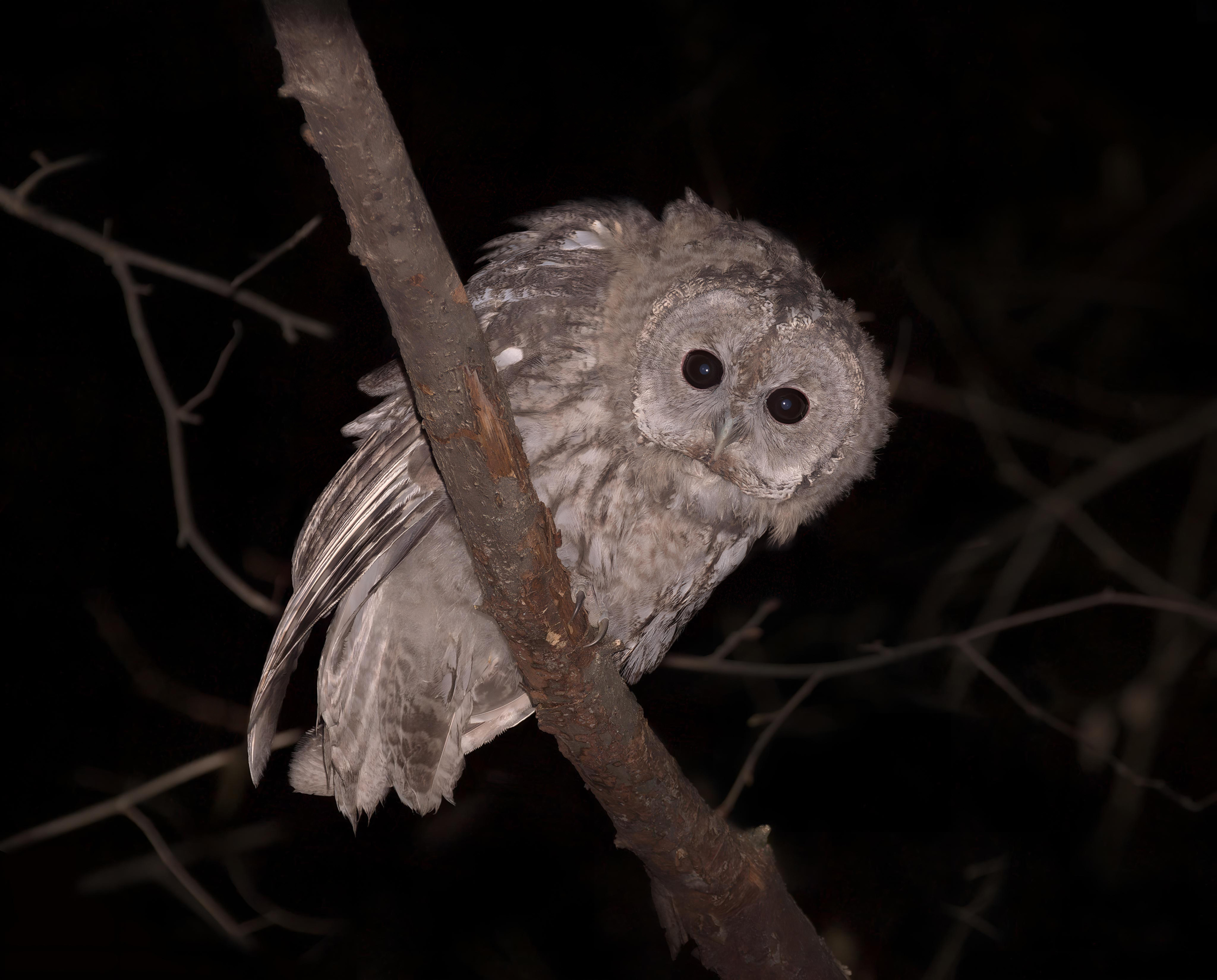
Strix aluco, juv

Kattugglan är en robust fågel, 37–43 centimeter lång med ett vingspann på 81–96 cm. Likt andra ugglor är dess ögon placerade frontalt för stereoskopisk syn. Den har ett ganska platt ansikte och saknar örontofsar. Huvudet är stort och rundat och ansiktsrundeln som omger de mörkbruna ögonen är vanligen ganska omönstrad. Nominatformen har två morfer som skiljer sig åt i färg. Den ena har rödbrun ovansida och den andra gråbrun, men mellanformer förekommer också. Båda morfernas undersidor är vitaktiga och brunstrimmiga. Arten uppvisar könsdimorfism då honan är betydligt större än hanen, 5 % längre och mer än 25 % tyngre.
Kattugglan har ljusgrå ögonkretsar med svartaktiga fjäderspolar framåt och med svarta strålfjädrar. Fågeln har mörkbruna längsgående fläckar på ovansidan och mellan dessa är den finspräcklig på tvären i brunt, rostgult, grått och vitt. Undertill är den vitaktig med svartbruna, i kanterna i rostgult vattrade, fläckar, och på undergumpen är den vit med bruna pilfläckar. Vingarna har bruna och rostgrå, otydligt fläckiga vingband. Den har stora, vita fläckar på skuldrorna och på de större vingtäckarna. Stjärten är tvärbandad i brunt och rostgult, med en vitaktig spets. Honan är mera rödbrun och dess grundfärg på undersidan är rostgulaktigt vit. Den väger 400-500 gram.
Kattugglan flyger med långa glidningar på kupade vingar, mindre vågformigt och med färre vingslag än andra eurasiska ugglor, och vanligen på större höjd. Den har vissa morfologiska egenskaper gemensamt med de flesta andra ugglor, exempelvis omvandlas en del av dess dun till ett slags mjöligt puder som täcker fjäderdräkten, vissa fjäderpartier på vingens ovansida är mjuka och pälsartade och deras handpennor har en sågtandad mjuk kant. Alla dessa anpassningar gör att den kan flyga nästan ljudlöst. Dess storlek, kompakta form och breda vingar särskiljer den från andra ugglor inom dess utbredningsområde. Lappuggla, berguv och slaguggla är likartade i formen, men är mycket större.
En ugglas ögon är placerade på framsidan av huvudet och har en fältöverlappning på 50–70 %, vilket ger den bättre binokulärt seende än dagaktiva rovfåglar som har en överlappning på 30–50 %. Kattugglans näthinna har ungefär 56 000 ljuskänsliga stavar per kvadratmillimeter. Trots att tidigare hypoteser om att den kan se i den infraröda delen av spektrumet har avfärdats, så påstås ofta kattugglan ha 10 till 100 gånger bättre syn än människan i ljussvaga förhållanden. Ugglans faktiska synskärpa är bara något större än människans, och eventuell ökad känslighet, dvs bättre syn, beror på optiska faktorer, såsom tubformade ögon, snarare än känsligare näthinna. Både människor och ugglor har nått gränsen för upplösning för ryggradsdjurs näthinnor.
Hörseln är viktig för en nattaktiv fågel som lever av rov. Liksom hos andra fåglar skiljer sig kattugglans två öronöppningar i struktur och är även asymmetriskt placerade för att förbättra riktad hörsel. En passage genom skallen förbinder trumhinnorna, och små skillnader i ankomsttid för ett ljud i vardera öra gör det möjligt att bestämma varifrån ljudet härstammar. Den vänstra öronöppningen sitter högre på huvudet än det större högra örat och lutar nedåt, vilket ökar känsligheten för ljud som kommer nerifrån. Båda öronöppningarna är gömda under ansiktsrundelns fjädrar, som är strukturellt specialiserade för att vara genomsläppliga för ljud, och stöds av ett rörligt hudveck.
Det inre strukturen i örat, som har stora antal hörselnervceller, ger en förbättrad förmåga att lägga märke till lågfrekventa ljud på avstånd, vilket skulle kunna innefatta rasslanden från byten som rör sig i växtlighet. Kattugglans hörsel är tio gånger bättre än en människas, och den kan jaga enbart med hjälp av hörselsinnet på natten. Vid regn minskar möjligheten för ugglan att uppmärksamma svaga ljud, och långvarigt blött väder kan leda till svält då ugglan ofta inte kan jaga lika effektivt.

### Geografiska skillnader

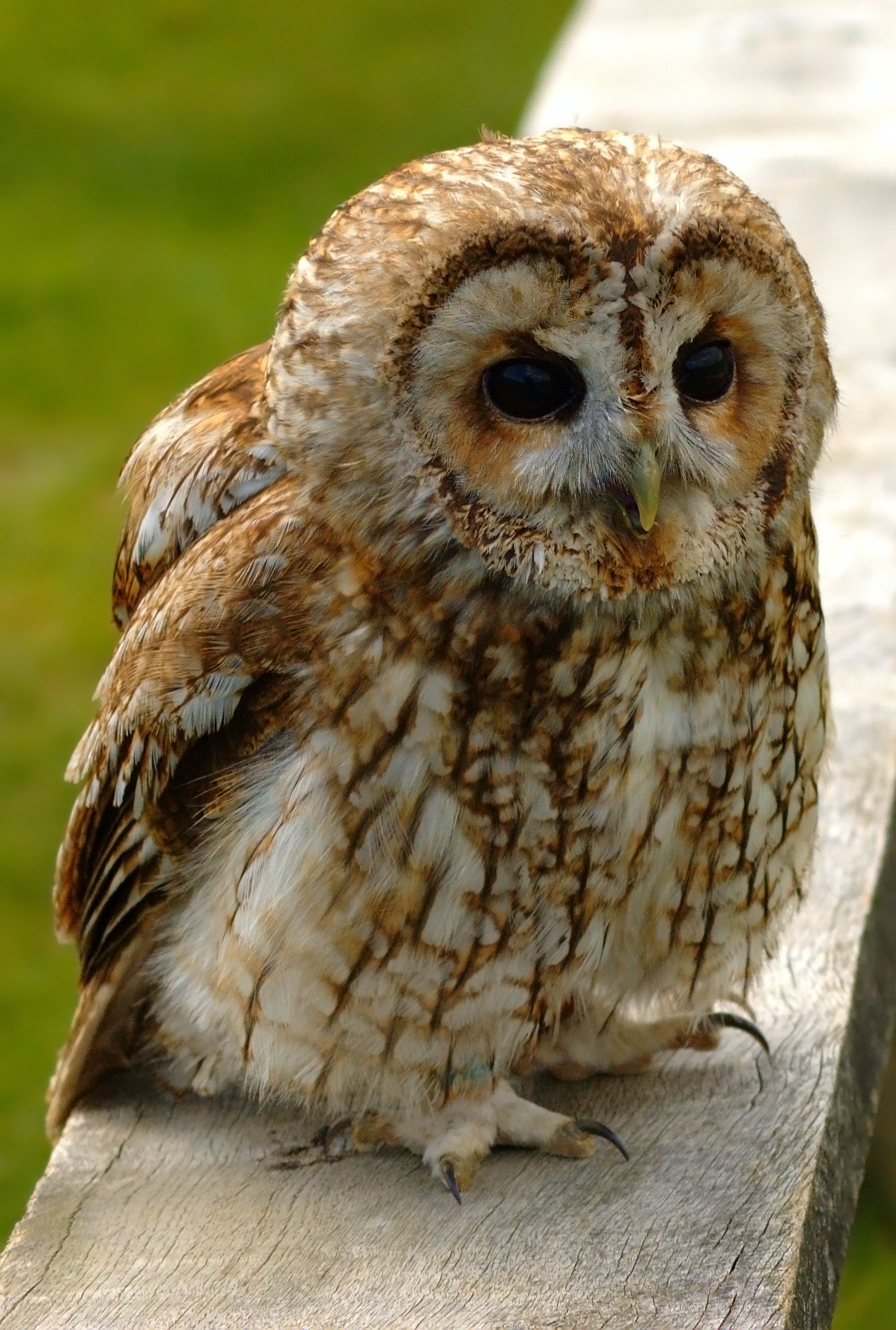
Kattuggla

Den bruna varianten är vanligast i det fuktiga klimatet i Västeuropa, medan den grå varianten gradvis blir vanligare längre österut. Båda varianterna förekommer dock i någon utsträckning i nästan hela utbredningsområdet. I de nordligaste områdena har de alla en kallt grå färg. Underarterna i Sibirien och Centralasien har grå och vit fjäderdräkt, underarten i Nordafrika är mörkt gråbrun, och sydasiatiska och östasiatiska fåglar har randig, inte strimmig, undersida, och fina linjer runt ansiktsrundeln. De sibiriska och skandinaviska underarterna är 12 % större, 40 % tyngre, och har 13 % längre vingar än västeuropeiska fåglar, i enlighet med Bergmanns lag som förutser att nordliga former vanligen är större än sina sydliga motsvarigheter.
Fjäderdräktens färg är genetiskt kontrollerad, och studier i Finland och Italien tyder på att den grå morfen av kattuggla har större häckningsframgång, bättre immunförsvar och färre parasiter än bruna fåglar. Även om detta kan antyda att den bruna morfen så småningom kan försvinna, visar ugglorna ingen preferens rörande färg när de väljer partner, så det ogynnsamma selektionstrycket minskas. Även miljömässiga faktorer är inblandade. Den italienska studien visade att fåglar av den bruna morfen hittades i tätare skog, och i Finland torde Glogers lag antyda att blekare fåglar i vilket fall skulle överväga i det kallare klimatet.

### Läte
Kattugglan har flera olika läten. Det vanligaste är kontaktlätet som består av ett gällt ke-vitt men det som mest förknippas med kattugglan är hanens dallrande hoo ... ho, ho, hoo-hoo-hoo-hoo för att meddela sin närvaro. Detta typiska läte är faktiskt en duett, där honan gör ke-vitt-ljudet, och hanen svarar med sitt hoande.
När hanen är upphetsad under parningsceremonin låter han även höra ett läte som brukar kallas för xylofonlätet. Det påminner om pärlugglans läte men hörs bara på korta avstånd. Honan brukar svara med ke-vitt. När två rivaliserande hanar möts utstöter de ofta ett trestavigt hu-U-u.
Hanens läten fungerar bland annat som indikator på hans hälsa. Ugglor med hög andel blodparasiter använder färre höga frekvenser och en mer begränsad uppsättning frekvenser i sina svar på en synbar inkräktare.

## Systematik och utbredning
Kattugglan beskrevs första gången taxonomiskt av Linné i hans Systema naturae 1758 med dess nuvarande vetenskapliga namn Strix aluco.
Kattugglan tillhör släktet Strix, som ingår i familjen ugglor (Strigidae), som innehåller alla arter av ugglefåglar förutom tornugglor (Tytonidae). Inom dess släkte är kattugglans närmaste släktingar östlig och västlig klippuggla (Strix butleri respektive hadorami), dess större nordliga granne slaguggla (S. uralensis) och den nordamerikanska kråsugglan (S. varia). Arten Strix intermedia från tidiga till mellersta pleistocen kategoriseras ibland som en förhistorisk underart.

### Utbredning

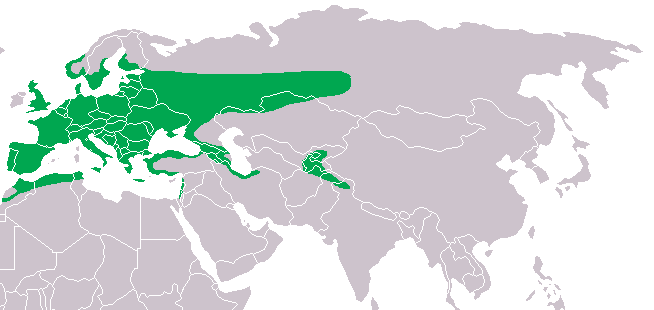
Kattugglans utbredning.

Kattugglan finns i Palearktis i löv- och blandskog i tempererade zoner upp till den södra gränsen av tajgans barrskogar. Världspopulationen är uppdelad i två vitt skilda geografiska områden, en i Europa och en i Östasien. 

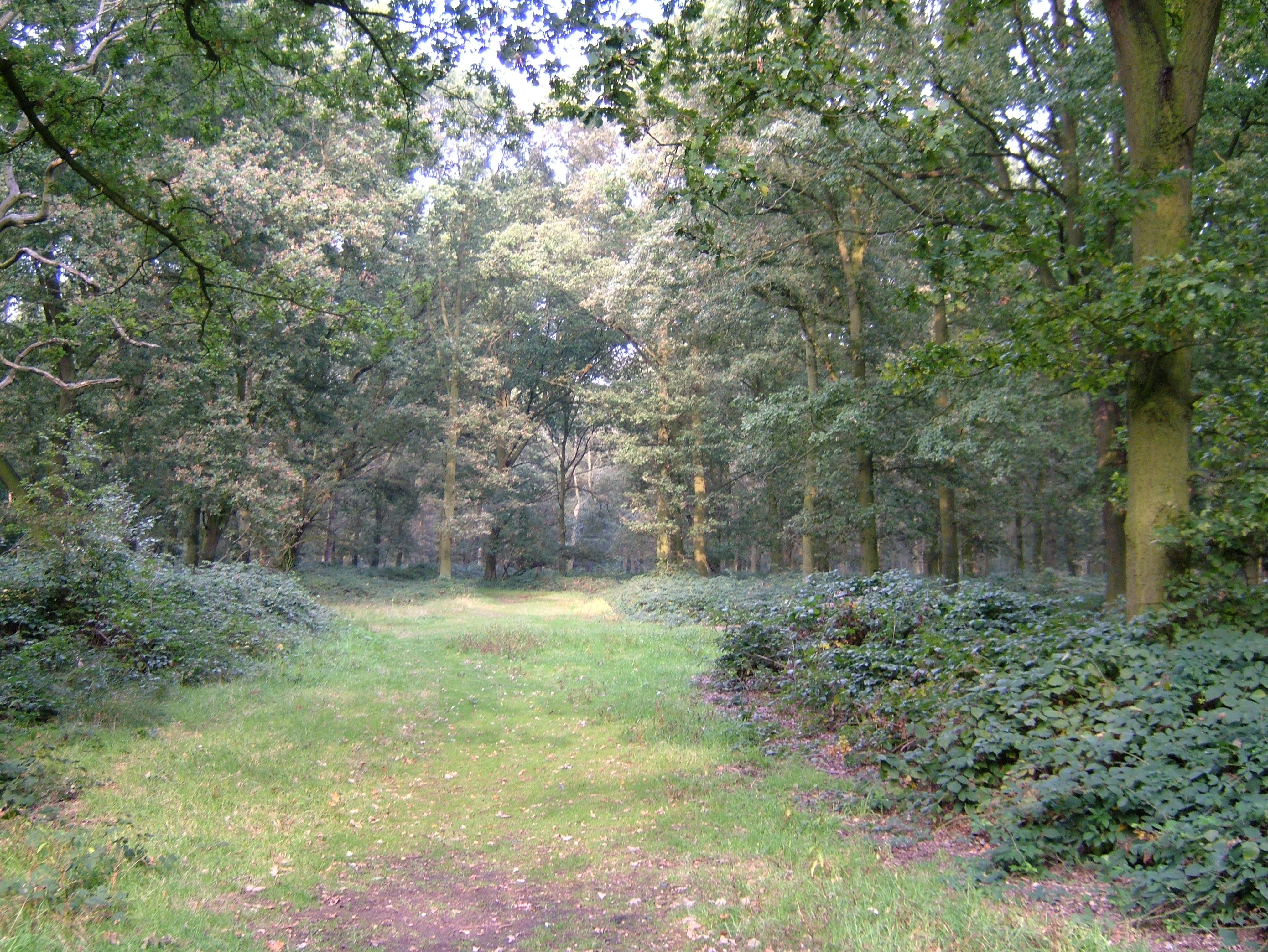
Gammal lövskog är en populär miljö.

Kattugglans utbredningsområde sträcker sig med avbrott över de tempererade delarna av Eurasien från Storbritannien och Iberiska halvön österut till Korea, och söderut till Iran och Himalaya. Underarten S. a. mauritanica fortsätter utbredningen in i nordvästra Afrika. Kattugglan är främst stannfågel. Den saknas på Irland, och är bara en sällsynt gäst på Balearerna och Kanarieöarna.

### Underarter
Kattugglans underarter skiljer sig morfologiskt oftast lite från varandra, och kan ha klinala morfologiska skillnader kopplade till omgivningens temperatur, den lokala miljöns färgton, och storleken på tillgängligt byte. Som en följd av detta har olika auktorer beskrivit mellan 10 och 15 olika underarter. Idag erkänns vanligen sju underarter, med följande utbredning:

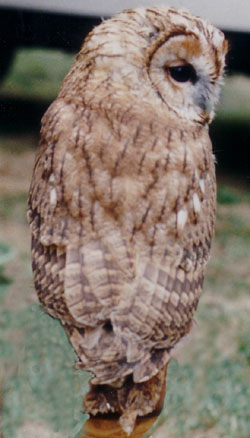
Troligen den västliga underarten S. a. sylvatica

- vanlig kattuggla[18] S. a. aluco – nominatformen förekommer i norra och centrala Europa från Skandinavien till Medelhavet och Svarta havet.
- S. a. siberiae (Dementiev, 1933) – centrala Ryssland från Uralbergen till västra Sibirien.
- S. a. sylvatica (Shaw, 1809)  – västra Europa, inklusive Storbritannien.
- S. a. willkonskii (Menzbier, 1896) – från Palestina till norra Iran och Kaukasus. Beskrevs ursprungligen som en egen art.
- S. a. sanctinicolai  (Zarudny, 1905) – västra Iran, nordöstra Irak. Beskrevs ursprungligen som en egen art.
- S. a. harmsi (Zarudny, 1911) – endast i Turkmenistan. Beskrevs ursprungligen som en egen art.
- S. a. biddulphi (Scully, 1881) – nordvästra Indien och Pakistan.
- S. a. mauretanica (Witherby, 1905) – Marocko, Algeriet och Tunisien

Orientkattugglan (Strix nivicola) behandlades tidigare som en del av kattugglan, men urskiljs numera vanligen som egen art. Även underarten mauretanica behandlades en period som egen art, men denna inkluderas vanligen återigen i kattugglan.

### Populationstrender och status
Kattugglan har en stort utbredningsområde och en stor population, uppskattad till 1 580 000–2 340 000 adulta individer, dock inräknat atlaskattuggla. Beståndet anses vara stabilt. Arten anses inte uppfylla IUCN:s kriterier för rödlistning (minskning med mer än 30 % på tio år eller tre generationer) och bedöms därför som livskraftig. Den har utvidgat sin utbredning i Belgien, Nederländerna, Norge och Ukraina, och populationerna är stabila eller ökande i de flesta europeiska länder. Minskningar har skett i Finland, Estland, Italien och Albanien.

### Utbredning i Sverige
Kattugglan förekommer i Sverige så långt norrut som till södra Västerbotten, och är den vanligaste av Sveriges ugglor tillsammans med pärlugglan. Populationen i Sverige uppskattas till 10 000–20 000 par.
Att kattugglan fortfarande är livskraftig som art i Sverige stämmer tyvärr inte. Citat från Svensk Fågeltaxerings rapport 2016: ”Kattugglan visar signifikant minskning så här långt under 2010-talet”. Och ytterligare ett citat från Svensk Fågeltaxerings rapport, denna gång från 2021: ”Med tolv års data från nattrutterna kan vi konstatera att det går ganska dåligt för flera av våra ugglearter”. Bland dem nämns kattugglan.

## Ekologi

### Biotop
Arten återfinns i lövskog och blandskog, och ibland i mogna barrträdsplanteringar. Den föredrar lägen med tillgång till vatten. Begravningsplatser, trädgårdar och parker har givit den möjlighet att sprida sig i stadsområden. Kattugglan är främst en låglandsfågel i de kallare delarna av sitt utbredningsområde, men den häckar upp till 50 meters höjd i Skottland, 1 600 meter i Alperna, 2 350 meter i Turkiet, och upp till 2 800 meter i Myanmar.

### Häckning

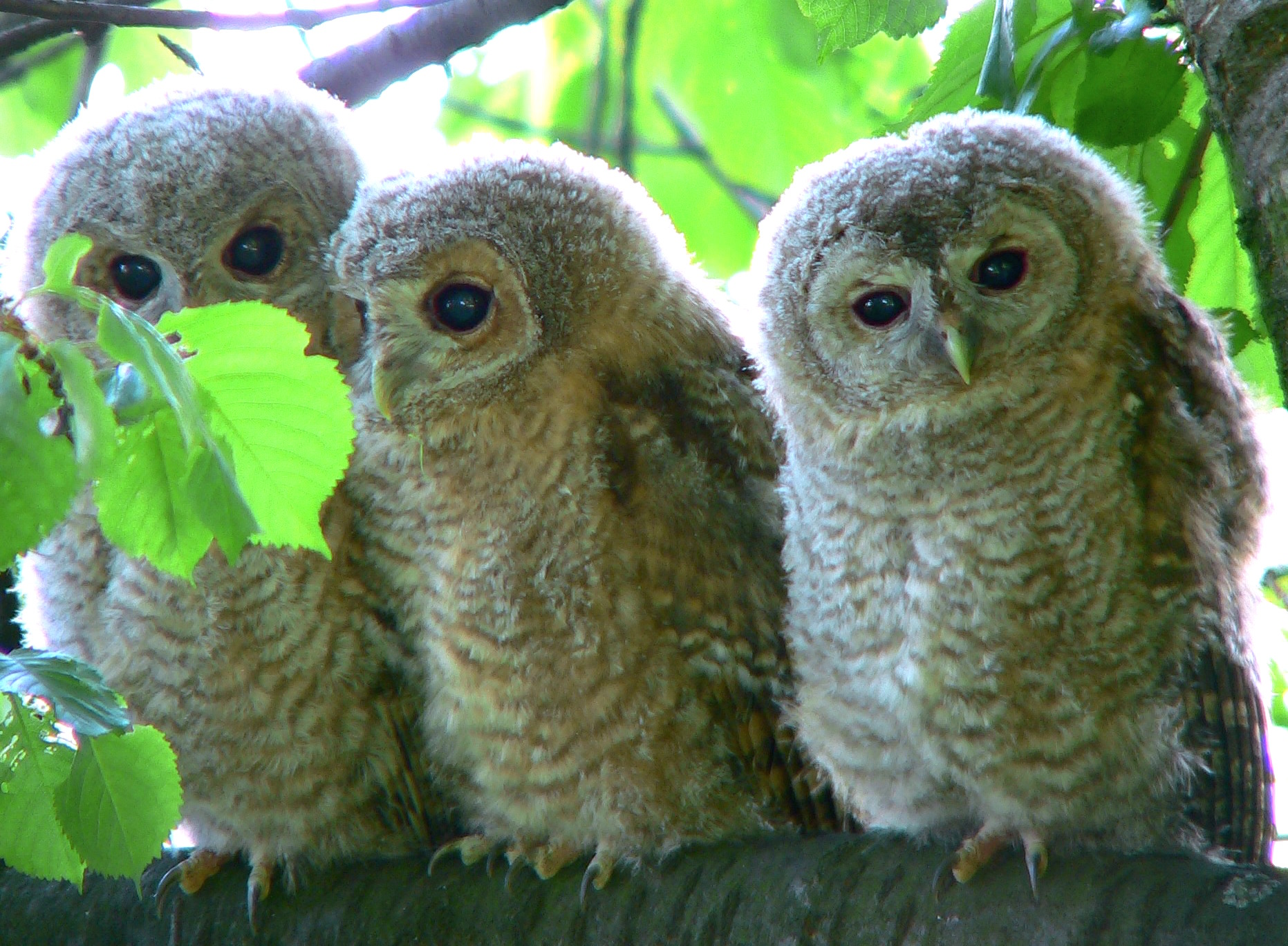
Ungarna lämnar boet innan de kan flyga.

Kattugglor bildar par från ett års ålder och förblir tillsammans, i ett vanligen monogamt förhållande, hela livet. Ett etablerat revir försvaras året runt och behålls med få, om några, gränsändringar från år till år. Paret sitter skyddat på en gren nära trädstammen under dagen, och sover vanligen avskilda från varandra från juli till oktober. Sovande ugglor kan upptäckas och bli "mobbade" av andra fågelarter under dagen, men normalt ignorerar de störningen.

Kattuggla häckar vanligen i ett hål i ett träd, men använder även gamla skatbon, ekorrbon eller hål i byggnader, och använder gärna fågelholkar. Den bygger bo från februari och framåt i den södra delen av utbredningsområdet, men sällan före mitten av mars i Skandinavien. De blanka vita äggen är 48 x 39 mm stora och väger 39,0 g, varav 7 % är skal. En genomsnittlig kull består av två eller tre ägg, som ruvas av enbart honan i 30 dagar innan de kläcks. De duniga ungarna är bostannare och blir flygkunniga efter ytterligare 35–39 dagar. Ungarna lämnar vanligen boet upp till tio dagar innan de kan flyga, och gömmer sig på grenar i närheten. 

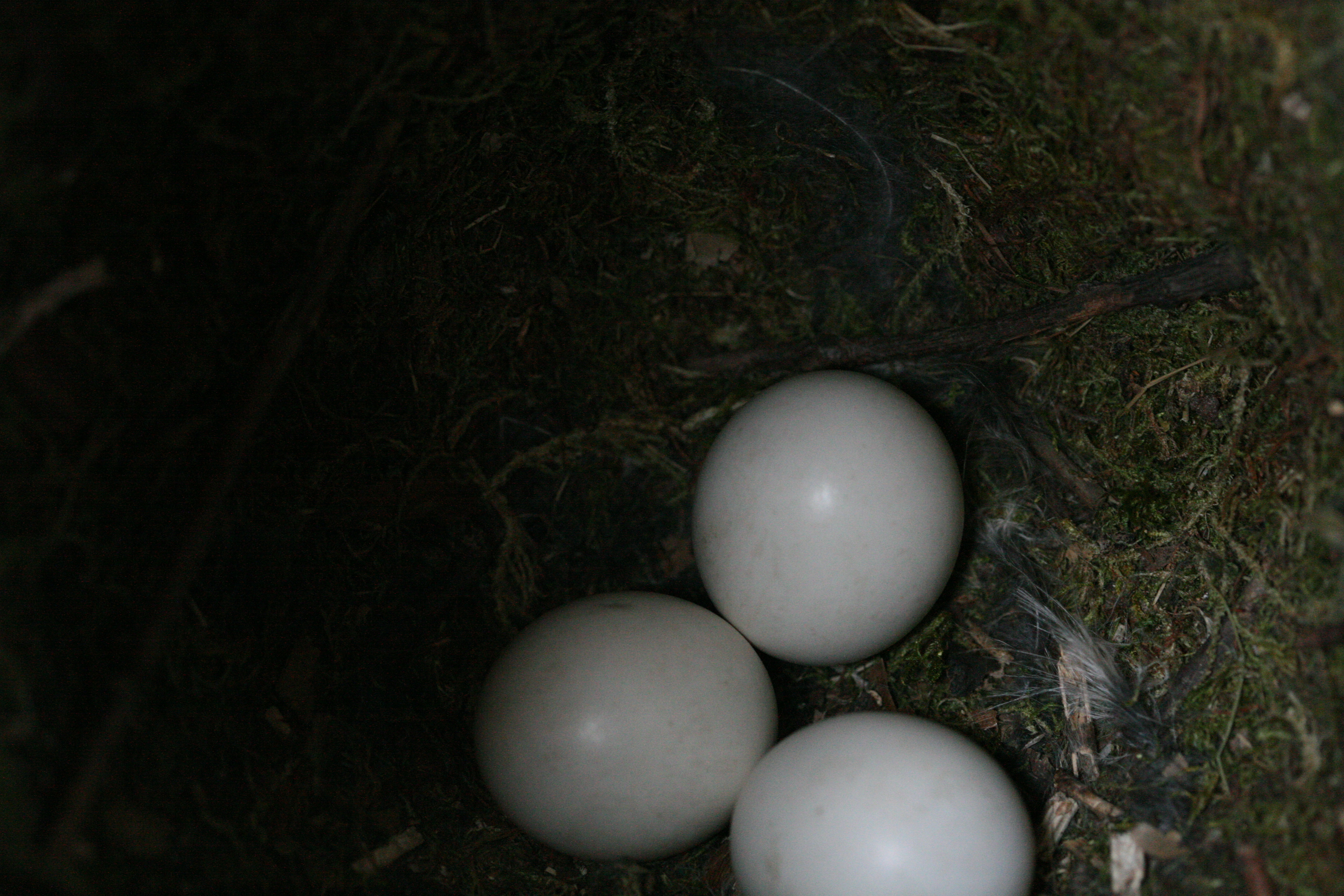
Kattuggleägg

Denna art är orädd när den försvarar sitt bo och sina ungar och liksom andra ugglor i släktet Strix anfaller den inkräktarens huvud med sina skarpa klor. Eftersom den flyger ljudlöst upptäcks den sällan innan det är för sent att fly undan faran. Hundar, katter och människor kan bli attackerade, ibland oprovocerat.

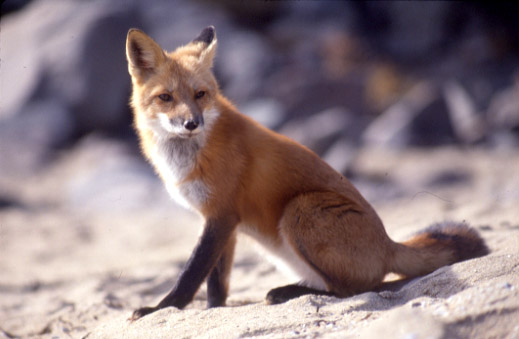
Rödräven dödar många unga ugglor.

Föräldrarna tar hand om ungarna i två eller tre månader efter att de blivit flygga, men från augusti till november sprider sig årsungarna för att skapa egna revir. Om de misslyckas med att hitta ett ledigt revir svälter de vanligen. Andelen ungfåglar som överlever är okänd, men den årliga överlevnadsnivån för adulta fåglar är 76,8 %. Den genomsnittliga livslängden är 5 år, men en ålder på över 18 har belagts för en vild kattuggla, och över 27 år för en fågel i fångenskap.
Bland de djur som tar kattugglor som byten finns stora fåglar som slaguggla, berguv, duvhök och ormvråk. Mårdar kan plundra bon, särskilt där fågelholkar gör ugglorna lätta att hitta, och vid flera tillfällen har observerats att kajor bygger bon ovanpå en ruvande kattugglehona vilket leder till döden både för den ruvande fågeln och för ungarna. En dansk studie visade att predation av däggdjur, särskilt rävar, var en viktig dödsorsak för nyligen flygga juveniler, av vilka 36 % dör efter att de blivit flygga och innan de blivit självständiga. Mortaliteten ökade med tidpunkten för när ungen blir flygg, från 14 % i april till över 58 % i juni, och ökande predation mot sena kullar kan vara en viktig selektiv faktor för tidig häckning hos denna art.

### Beteende
På dagen håller kattugglan sig gömd. Först i skymningen beger den sig ut på jakt. Vintertid kommer den fram till bostadsområden och påträffas också i städer. Då påträffas den ofta i torn, lador och andra byggnader. Kattugglan flyger ljudlöst genom morfologiska anpassningar (se vidare Utseende, läte och fältkännetecken).

### Föda

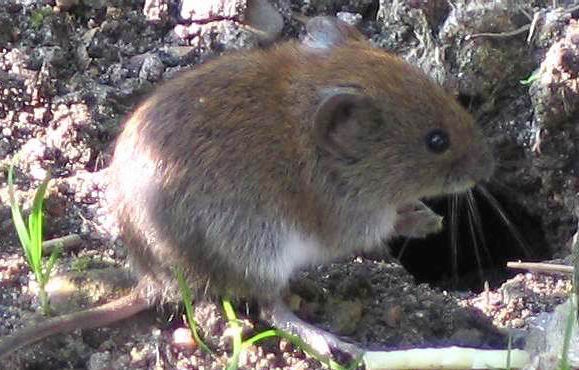
Långsvansad skogssork är ett vanligt bytesdjur.

Kattugglan jagar nästan uteslutande på natten. Den spanar från en gren innan den störtar eller glider tyst ned på sitt offer, men i mycket sällsynta fall jagar den i dagsljus när den har ungar att utfodra. Arten tar en stor uppsättning bytesdjur, främst skogsgnagare, men även andra däggdjur upp till en kaninunges storlek, samt fåglar, daggmaskar och skalbaggar. Dessutom äter den grodor och ödlor. I stadsområden utgör fåglar en större andel av födan, och så osannolika arter som gräsand och tretåig mås har dödats och ätits.
Bytet sväljs vanligen helt, och osmältbara delar spys upp som spybollar. Dessa är medelstora och grå, består främst av gnagarpäls och ofta med utskjutande ben, och hittas i grupper under träd som används för vila och bobygge.
Mindre starka skogslevande ugglor som minervauggla och hornuggla kan vanligen inte samexistera med den starkare kattugglan, som kan ta dem som byten. På samma sätt tenderar kattugglan där den har flyttat in i bebyggda områden att tränga undan tornugglor från deras traditionella boplatser i byggnader.

## Kattugglan och människan

### Namn
Kattugglans binomiala namn härrör från grekiskans strix vilket betyder "uggla" och italienskans allocco, vilket betyder "kattuggla" (och härrör från latinets ulucus vilket betyder "skrikuggla").
Kattugglans svenska namn kommer av att fågelns ansikte anses likna en katts. Ett äldre namn för arten har också varit nattuggla.

### Folktro och kultur

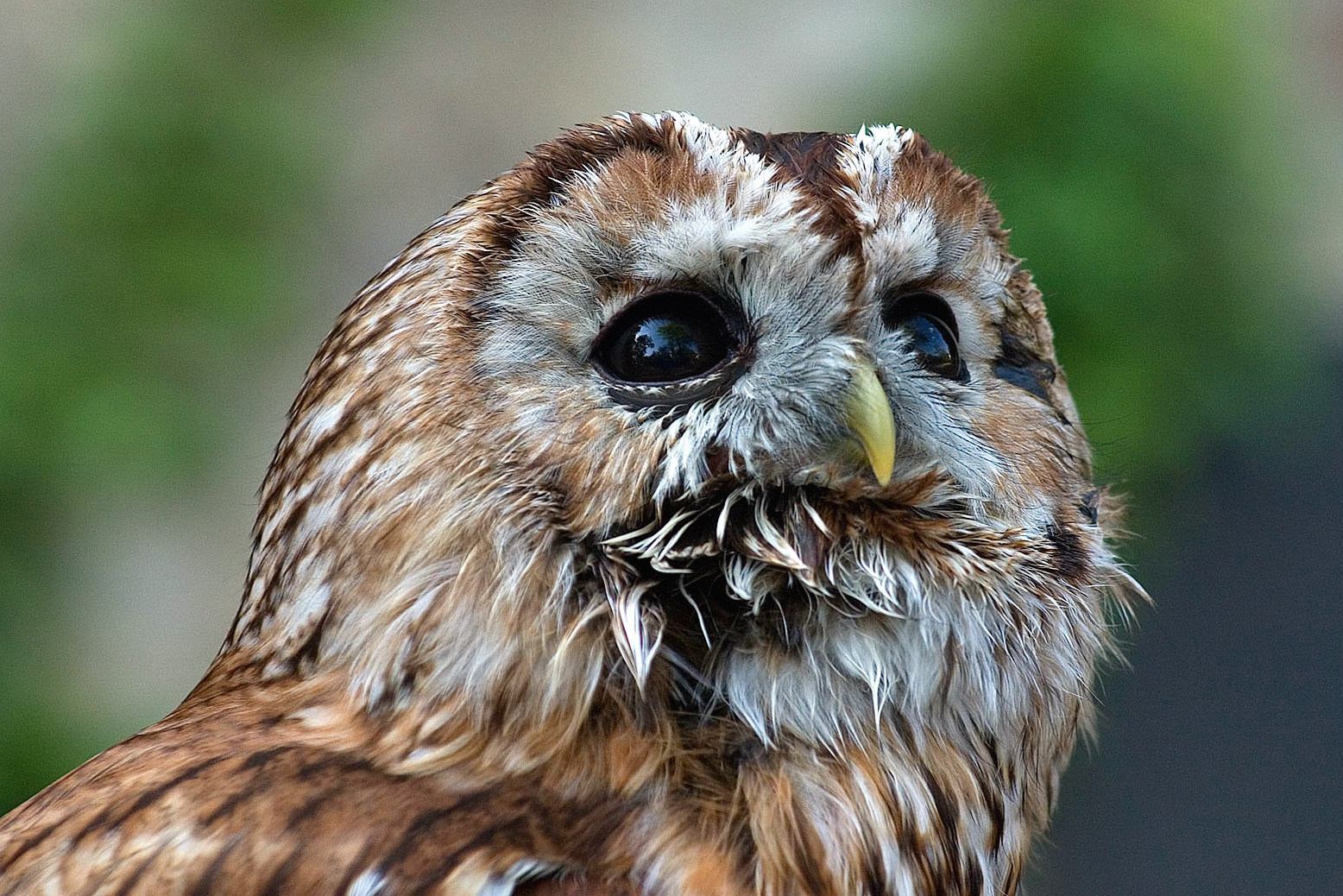
En grå fågel, troligen underarten S. a. aluco

Enligt gammal svensk folktro bebådar kattugglans läte väderskifte, eller dödsfall om den nattetid skriker i närheten av bostadshus. Exempelvis skrev Vilhelm Moberg i sin uppsats Värendska seder och bruk vid dödsfall och begravning att om kattugglan uppehåller sig vid en gård och skriker sitt "klä vitt" om nätterna är det ett säkert tecken på att någon i familjen snart ska dö.
Kattugglan har liksom dess släktingar ofta setts som ett omen om otur, och William Shakespeare använde den som sådant i Julius Caesar (akt 1 scen 3).
Wordsworth beskrev tekniken för att kalla på en uggla i sin dikt About a boy.
Ugglor förknippades med Blodeuwedd, som förrådde Lleu Llaw Gyffes i sagan om Math son av Mathonwy från den forntida walesiska Mabinogion, och en ugglas rop bland husen i en by troddes i Wales betyda att en flicka hade förlorat sin oskuld.
Det kanske mest kända offret för kattugglans anfall var den ryktbare fågelfotografen Eric Hosking, som förlorade ett öga när han anfölls av en fågel som han försökte fotografera nära dess bo. Han kallade senare sin självbiografi An Eye for a Bird ("Ett öga för en fågel").